# Daxiangshan-Grotten
Die Daxiangshan-Grotten (chinesisch 大像山石窟, Pinyin Dàxiàngshān shíkū, englisch Daxiangshan Grottoes) im Kreis Gangu, bezirksfreie Stadt Tianshui, Provinz Gansu, China, sind ein buddhistischer Höhlentempel, der für seine über 23 m hohe Kolossalstatue eines mit einem Schnurrbart versehenen Buddha Shakyamuni aus der Zeit der Nördlichen Wei- bis Tang-Dynastie bekannt ist. Die Buddha-Figur besteht aus einem Steinkern, der mit Lehm übermodelliert wurde (Shitai nisheng Foxiang 石胎泥塑佛像).
Die Höhlentempel von Shuiliandong (水帘洞, Kreis Wushan) und Daxiangshan stehen seit 2001 gemeinsam auf der Liste der Denkmäler der Volksrepublik China in Gansu (5-469).